# Chenebier
Chenebier est une commune française située dans le département de la Haute-Saône, la région culturelle et historique de Franche-Comté et la région administrative Bourgogne-Franche-Comté.

## Géographie

### Localisation
- 10 km d'Héricourt ;
- 13 km de Belfort ;
- environ 20 km de Lure et Montbéliard.

### Géologie
Le bassin houiller stéphanien sous-vosgien occupe une faible partie du territoire communal, recouvert par un Permien épais. Son sous-sol comporte également du schiste ardoiser, du gypse et du minerai de fer.

### Climat
Pour des articles plus généraux, voir Climat de la Bourgogne-Franche-Comté et Climat de la Haute-Saône.
En 2010, le climat de la commune est de type climat de montagne, selon une étude du Centre national de la recherche scientifique s'appuyant sur une série de données couvrant la période 1971-2000. En 2020, Météo-France publie une typologie des climats de la France métropolitaine dans laquelle la commune est exposée à un climat semi-continental et est dans la région climatique  Lorraine, plateau de Langres, Morvan, caractérisée par un hiver rude (1,5 °C), des vents modérés et des brouillards fréquents en automne et hiver. 
Pour la période 1971-2000, la température annuelle moyenne est de 9,8 °C, avec une amplitude thermique annuelle de 17,2 °C. Le cumul annuel moyen de précipitations est de 1 311 mm, avec 12,9 jours de précipitations en janvier et 10,5 jours en juillet. Pour la période 1991-2020, la température moyenne annuelle observée sur la station météorologique de Météo-France la plus proche, « Étobon », sur la commune d'Étobon à 3 km à vol d'oiseau, est de 10,7 °C et le cumul annuel moyen de précipitations est de 1 272,5 mm. 
La température maximale relevée sur cette station est de 38,5 °C, atteinte le 24 juillet 2019 ; la température minimale est de −18 °C, atteinte le 1er mars 2005,,. 
Les paramètres climatiques de la commune ont été estimés pour le milieu du siècle (2041-2070) selon différents scénarios d'émission de gaz à effet de serre à partir des nouvelles projections climatiques de référence DRIAS-2020. Ils sont consultables sur un site dédié publié par Météo-France en novembre 2022.

## Urbanisme

### Typologie
Au 1er janvier 2024, Chenebier est catégorisée commune rurale à habitat dispersé, selon la nouvelle grille communale de densité à sept niveaux définie par l'Insee en 2022.
Elle est située hors unité urbaine. Par ailleurs la commune fait partie de l'aire d'attraction de Belfort, dont elle est une commune de la couronne,. Cette aire, qui regroupe 91 communes, est catégorisée dans les aires de 50 000 à moins de 200 000 habitants,.

### Occupation des sols
L'occupation des sols de la commune, telle qu'elle ressort de la base de données européenne d’occupation biophysique des sols Corine Land Cover (CLC), est marquée par l'importance des forêts et milieux semi-naturels (54,9 % en 2018), en augmentation par rapport à 1990 (53,8 %). La répartition détaillée en 2018 est la suivante : 
forêts (54,9 %), zones agricoles hétérogènes (22 %), prairies (9 %), eaux continentales (8,5 %), zones urbanisées (5,7 %). L'évolution de l’occupation des sols de la commune et de ses infrastructures peut être observée sur les différentes représentations cartographiques du territoire : la carte de Cassini (XVIIIe siècle), la carte d'état-major (1820-1866) et les cartes ou photos aériennes de l'IGN pour la période actuelle (1950 à aujourd'hui).

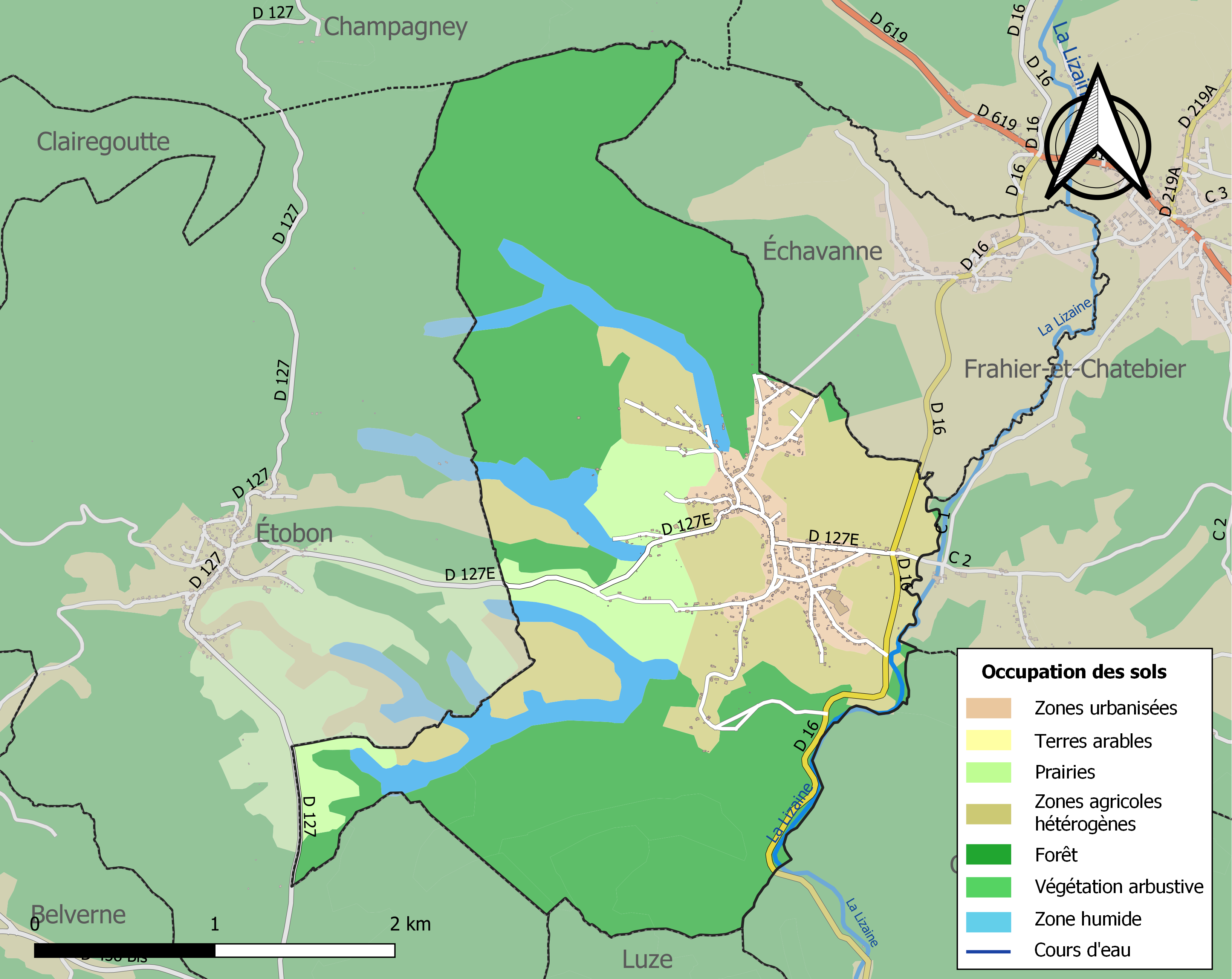
Carte des infrastructures et de l'occupation des sols de la commune en 2018 (CLC).

## Histoire

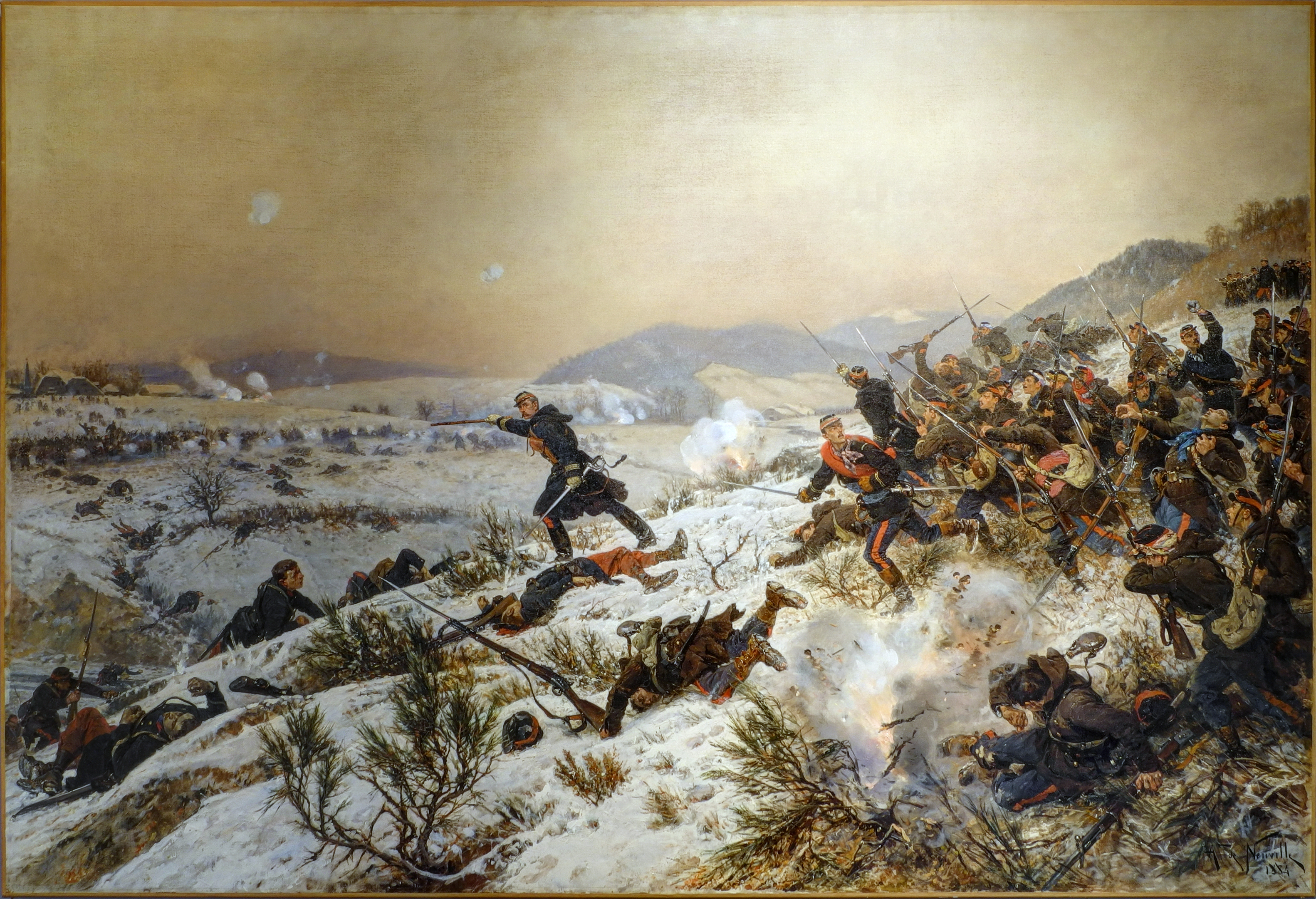
Le combat de Chenebier (1871).

En 1768, des recherches sont lancés par le prince de Montbéliard pour repérer de la houille, puis par les villageois au début du XIXe siècle, plusieurs veines sont découvertes mais restent inexploitées car trop faibles. Une couche de deux mètres d'anthracite est découverte en 1830, mais n'est pas exploitée,.
Le village est marqué par les combats de la bataille de la Lizaine qui s'est déroulée pendant la guerre franco-prussienne, en 1871.
La commune a reçu la croix de guerre 1939-1945 à l'issue de la Seconde Guerre mondiale.

## Politique et administration

### Rattachements administratifs et électoraux
Champey fait partie de l'arrondissement de Lure du département de la Haute-Saône, en région Bourgogne-Franche-Comté.
La commune était historiquement rattachée depuis la Révolution française au canton d'Héricourt. Celui-ci a été scindé en 1985 et la commune rattachée au canton de Héricourt-Ouest. Dans le cadre du redécoupage cantonal de 2014 en France, la commune fait désormais partie du Canton d'Héricourt-2.

### Intercommunalité
La commune est membre de la communauté de communes du Pays d'Héricourt, intercommunalité créée au 1er janvier 2001

### Liste des maires

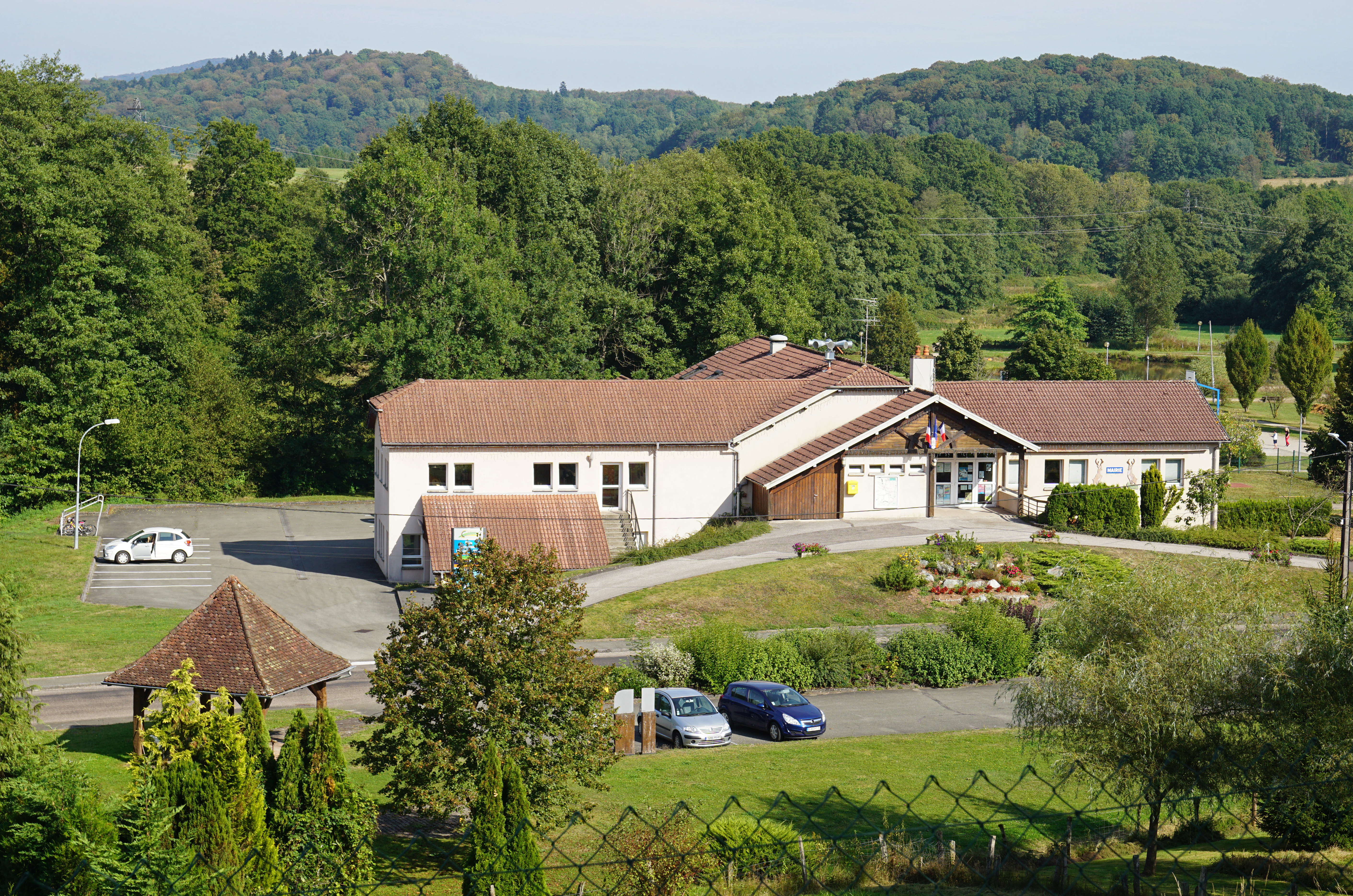
La mairie-école.

| Période                                  | Période                   | Identité             | Étiquette | Qualité                                                |
| ---------------------------------------- | ------------------------- | -------------------- | --------- | ------------------------------------------------------ |
| Les données manquantes sont à compléter. |                           |                      |           |                                                        |
| avant 1995                               | 1995                      | Henri Croissant      |           |                                                        |
| 1995                                     | 2014                      | Lionel Henisse       |           |                                                        |
| mars 2014                                | mai 2020                  | Marie-Odile Nowinski |           | Vice-présidente de la CC du Pays d'Héricourt (2014 → ) |
| mai 2020                                 | En cours (au 29 mai 2020) | Francis Abry         |           |                                                        |

## Population et société

### Démographie
En 2022, la commune de Chenebier comptait 699 habitants. À partir du XXIe siècle, les recensements réels des communes de moins de 10 000 habitants ont lieu tous les cinq ans. Les autres « recensements » sont des estimations.
| 1793 | 1800 | 1806 | 1821 | 1831 | 1836 | 1841 | 1846 | 1851 |
| ---- | ---- | ---- | ---- | ---- | ---- | ---- | ---- | ---- |
| 425  | 478  | 485  | 532  | 725  | 727  | 769  | 775  | 764  |

| 1856 | 1861 | 1866 | 1872 | 1876 | 1881 | 1886 | 1891 | 1896 |
| ---- | ---- | ---- | ---- | ---- | ---- | ---- | ---- | ---- |
| 637  | 664  | 672  | 627  | 617  | 566  | 596  | 545  | 472  |

| 1901 | 1906 | 1911 | 1921 | 1926 | 1931 | 1936 | 1946 | 1954 |
| ---- | ---- | ---- | ---- | ---- | ---- | ---- | ---- | ---- |
| 455  | 444  | 418  | 368  | 321  | 321  | 283  | 305  | 340  |

| 1962 | 1968 | 1975 | 1982 | 1990 | 1999 | 2006 | 2011 | 2016 |
| ---- | ---- | ---- | ---- | ---- | ---- | ---- | ---- | ---- |
| 339  | 367  | 418  | 548  | 641  | 695  | 685  | 728  | 697  |

| 2021 | 2022 | - | - | - | - | - | - | - |
| ---- | ---- | - | - | - | - | - | - | - |
| 697  | 699  | - | - | - | - | - | - | - |

### Santé
L'hôpital le plus proche est l'hôpital Nord Franche-Comté situé à Trévenans, dans Territoire de Belfort (département voisin), entre Belfort et Montbéliard,.

## Culture locale et patrimoine

### Lieux et monuments

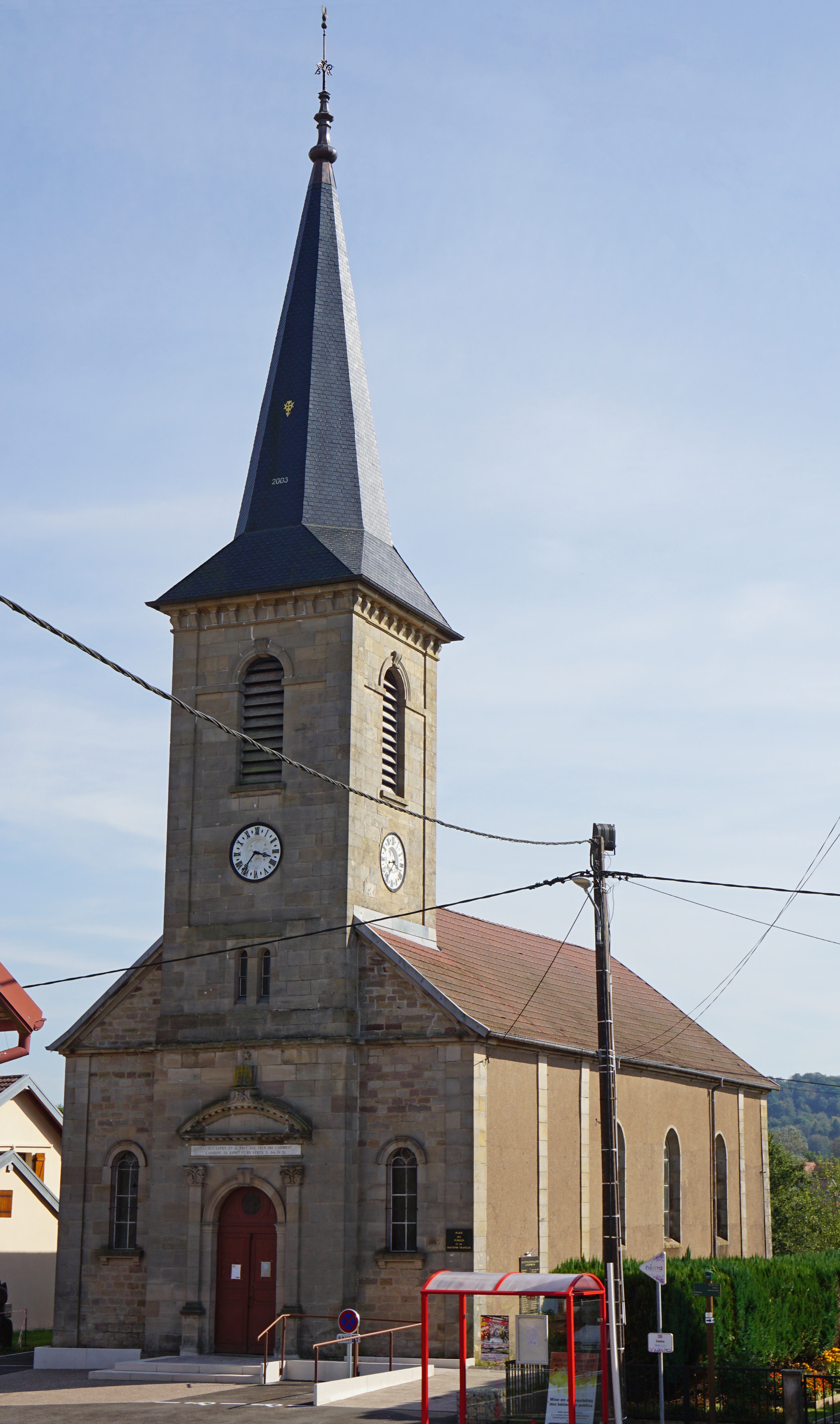
Temple protestant.

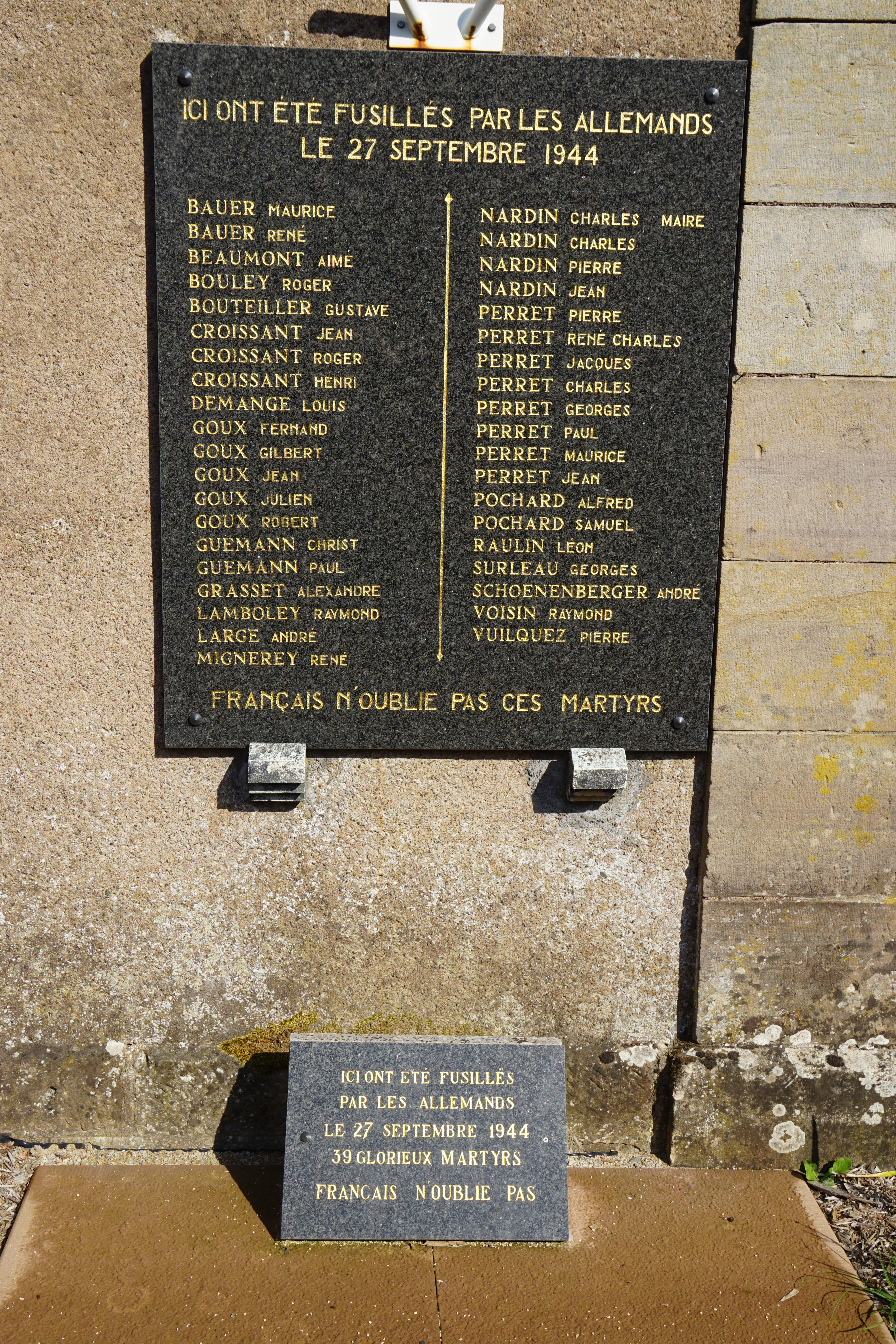
Hommage aux fusillés.

- Le temple protestant.
- L'église catholique de l'Assomption.

L'église catholique.
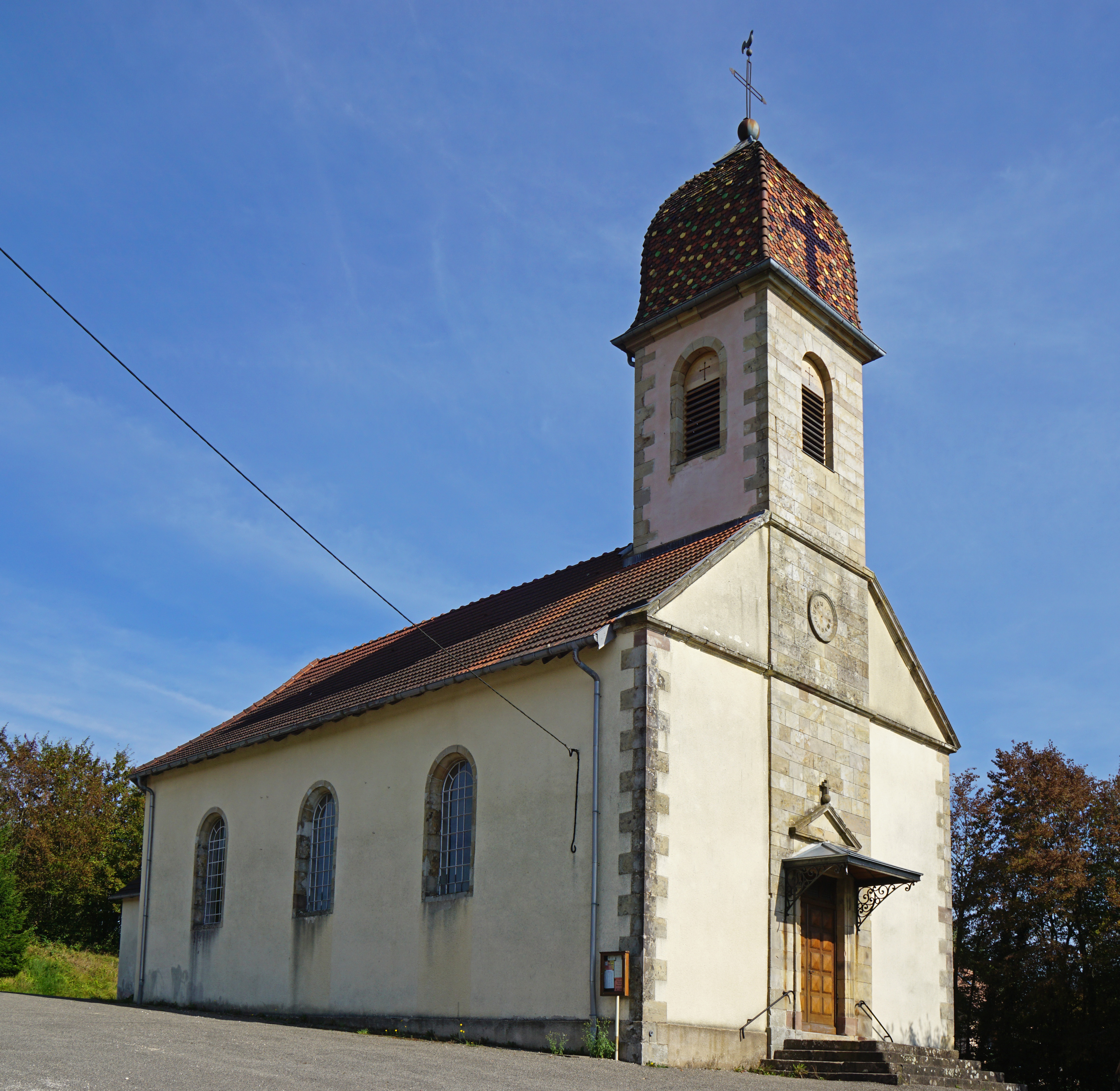
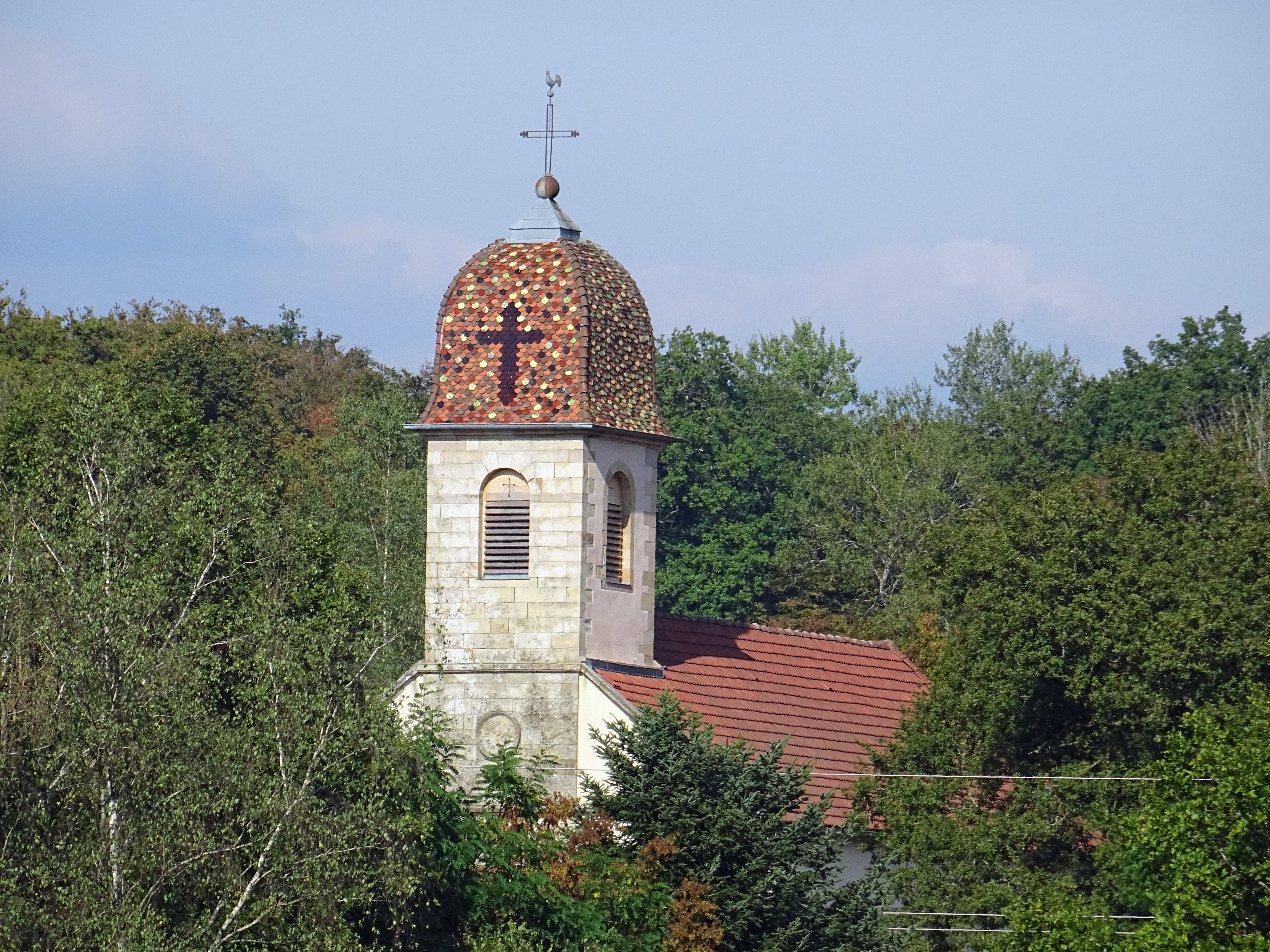
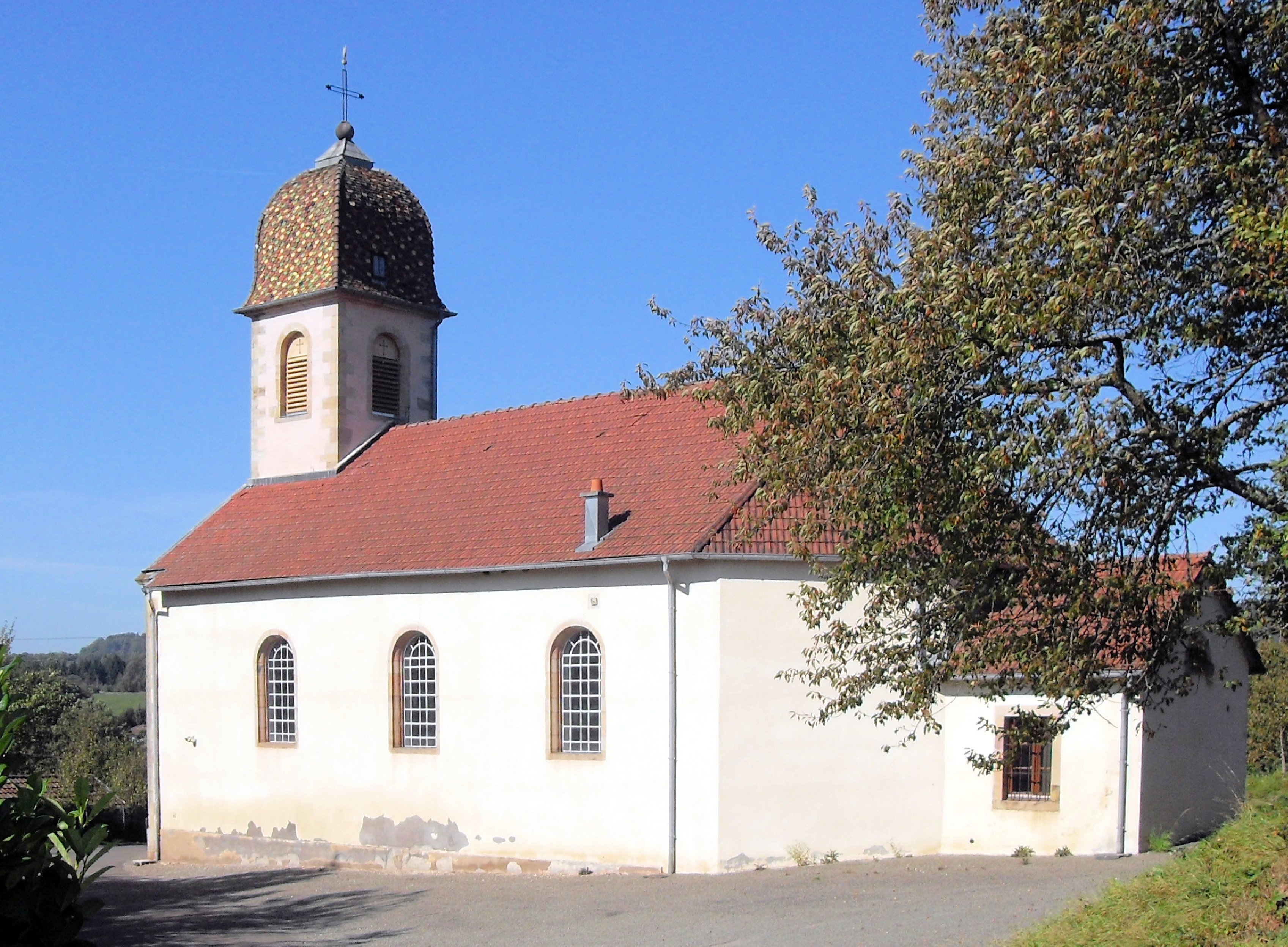

- Monument aux morts de la bataille de la Lizaine (janvier 1871), élevé par l'État, avec le concours de la commune de Chenebier et de la société du Souvenir Français.

Monument aux morts français et allemands.
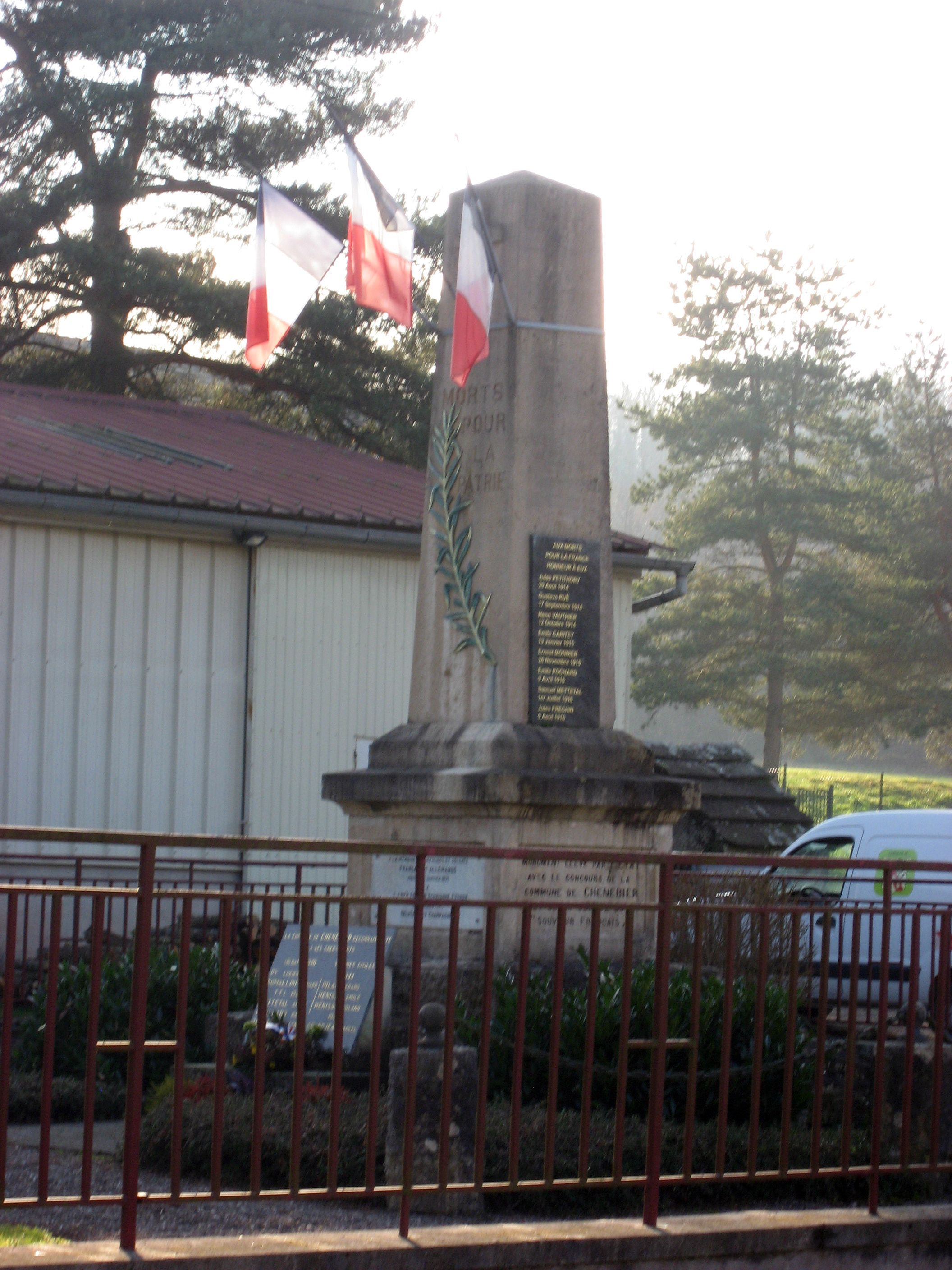
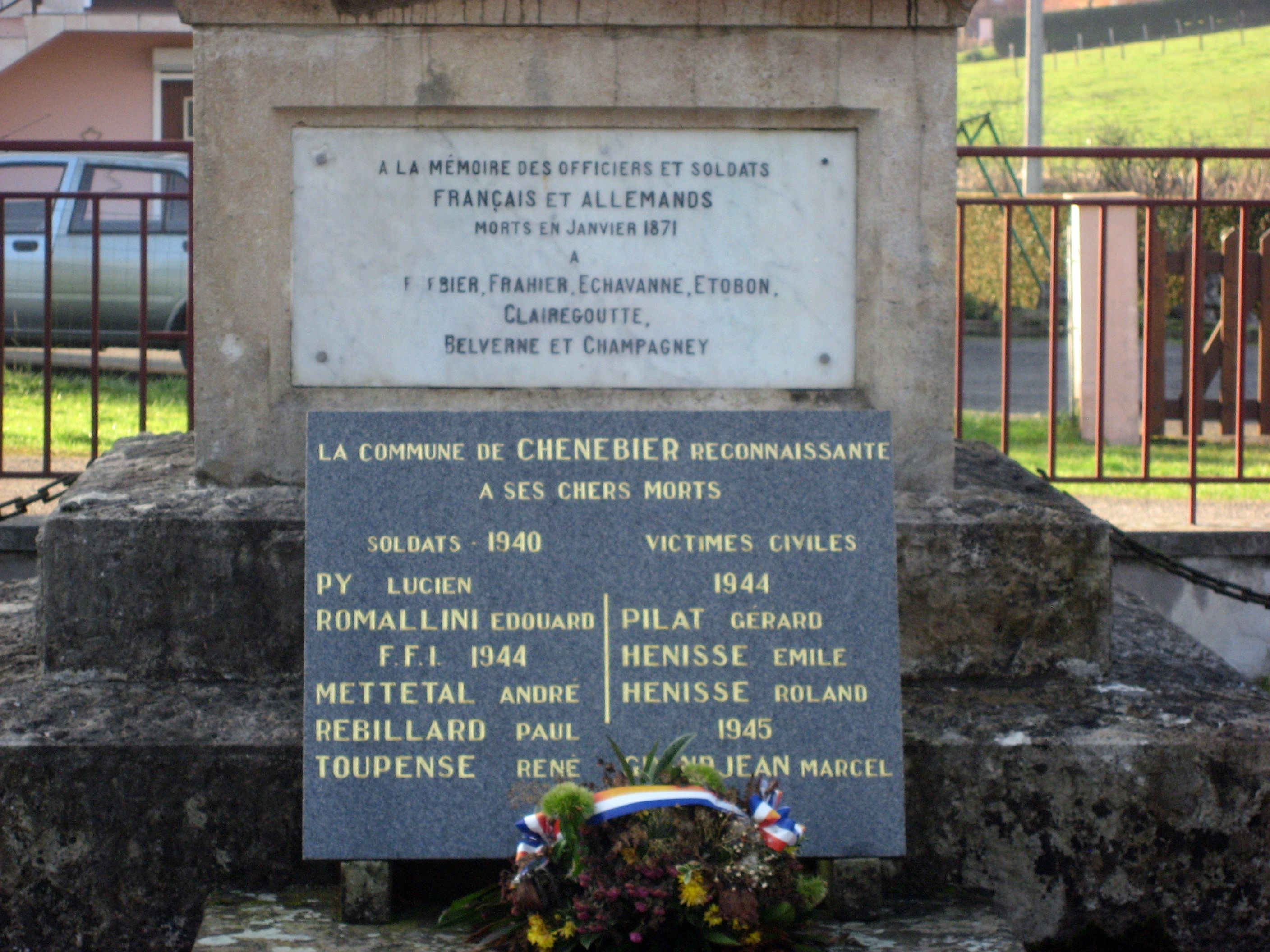
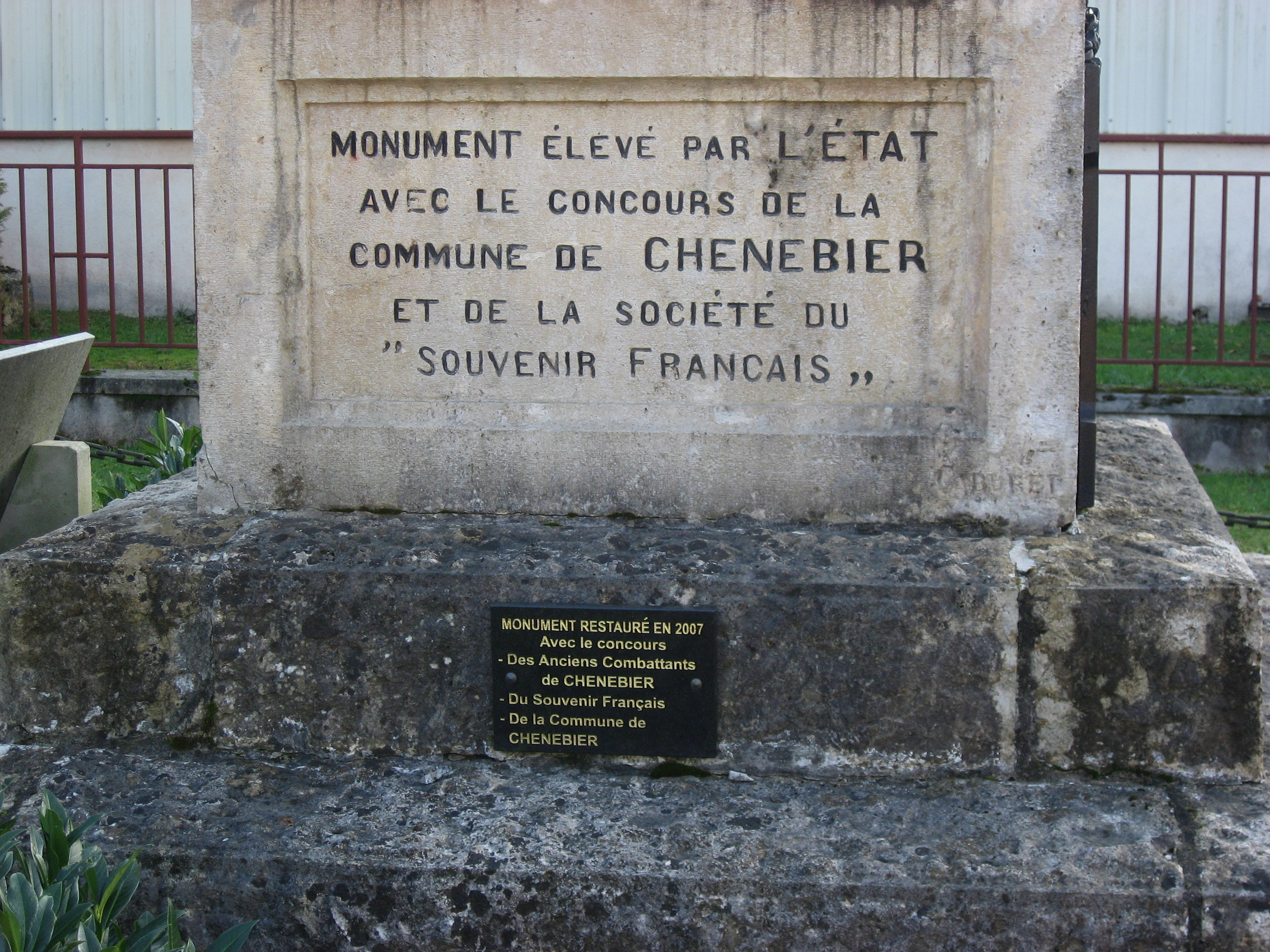
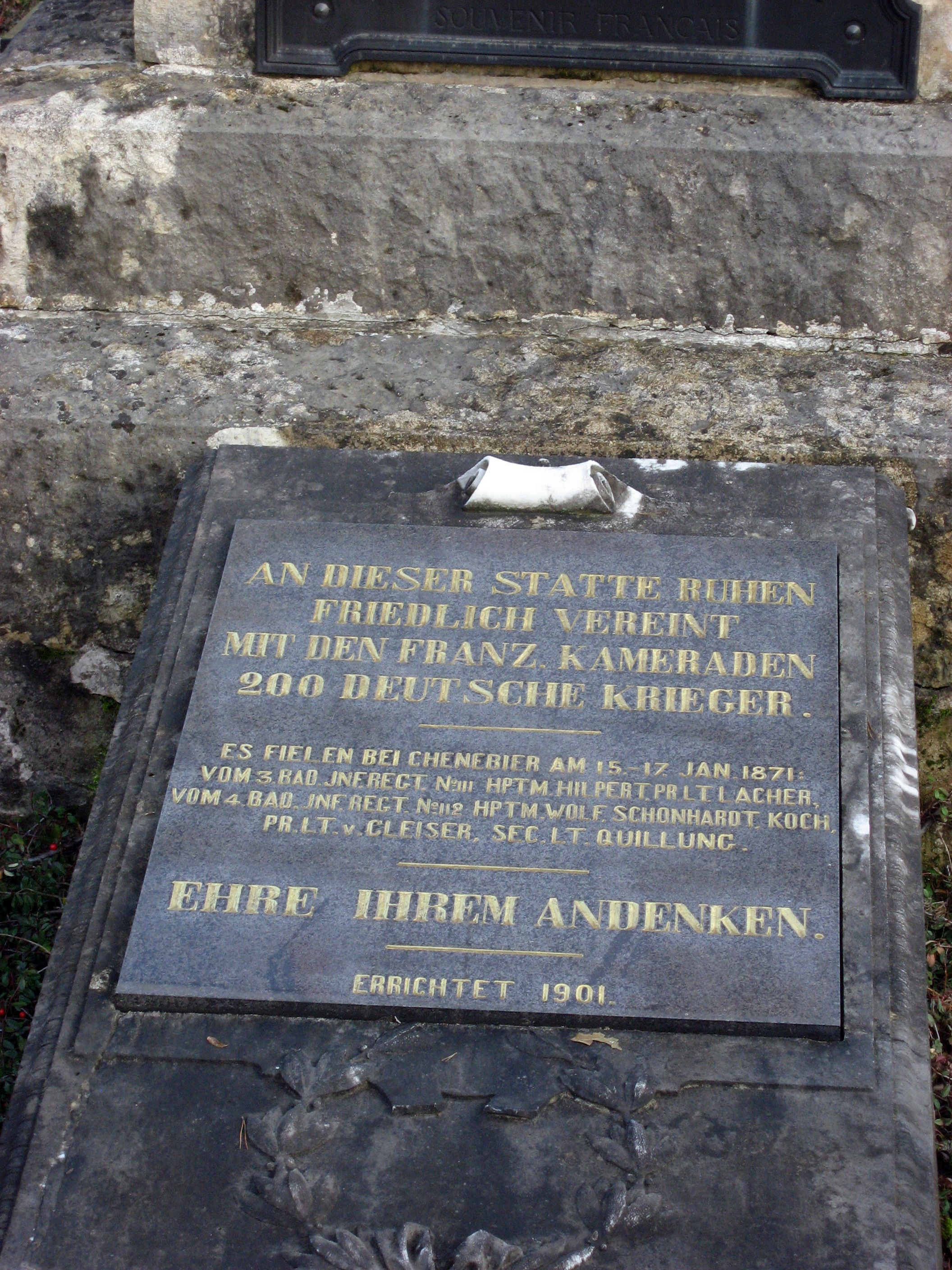
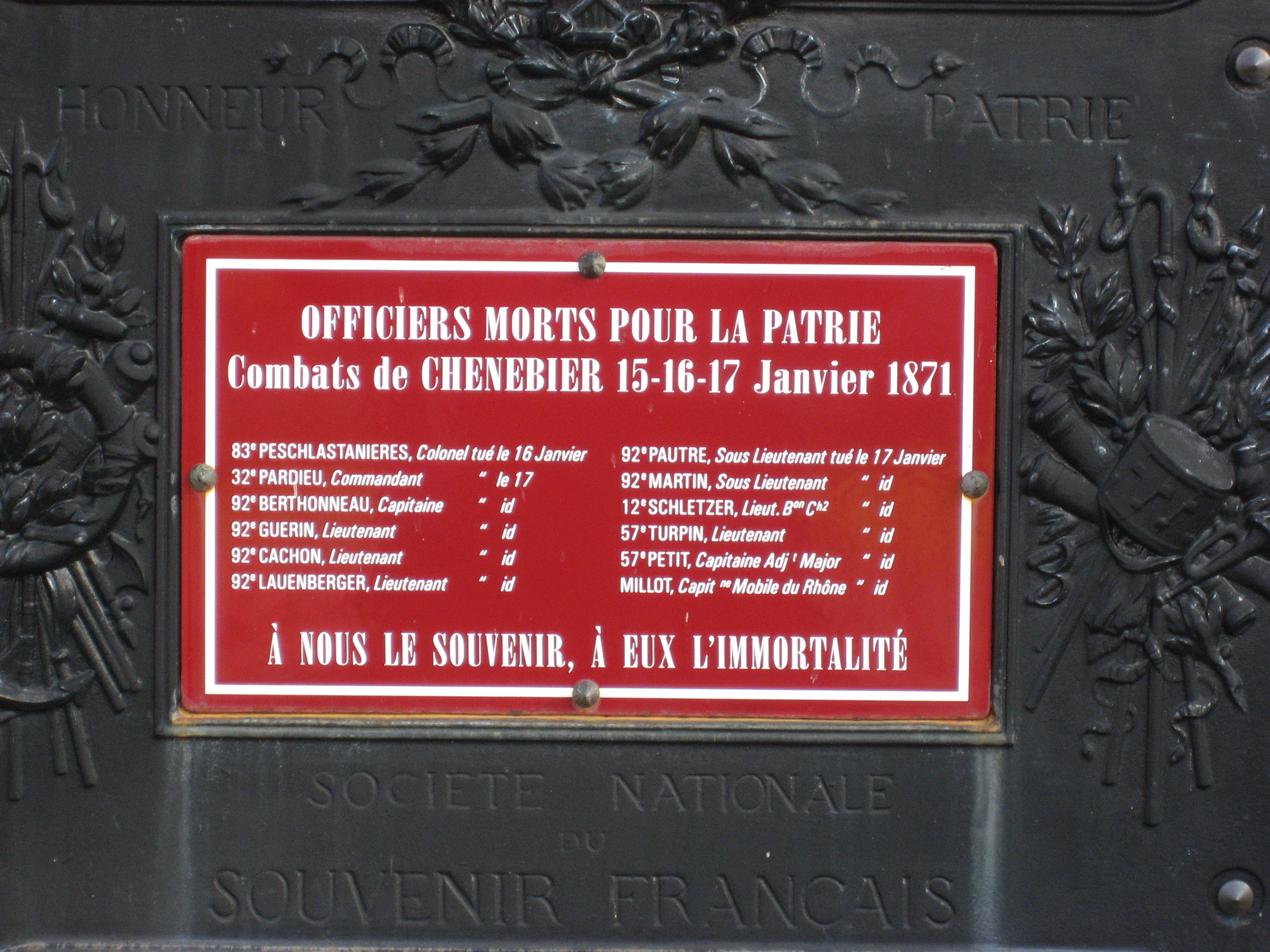

- Des fontaines et lavoirs.

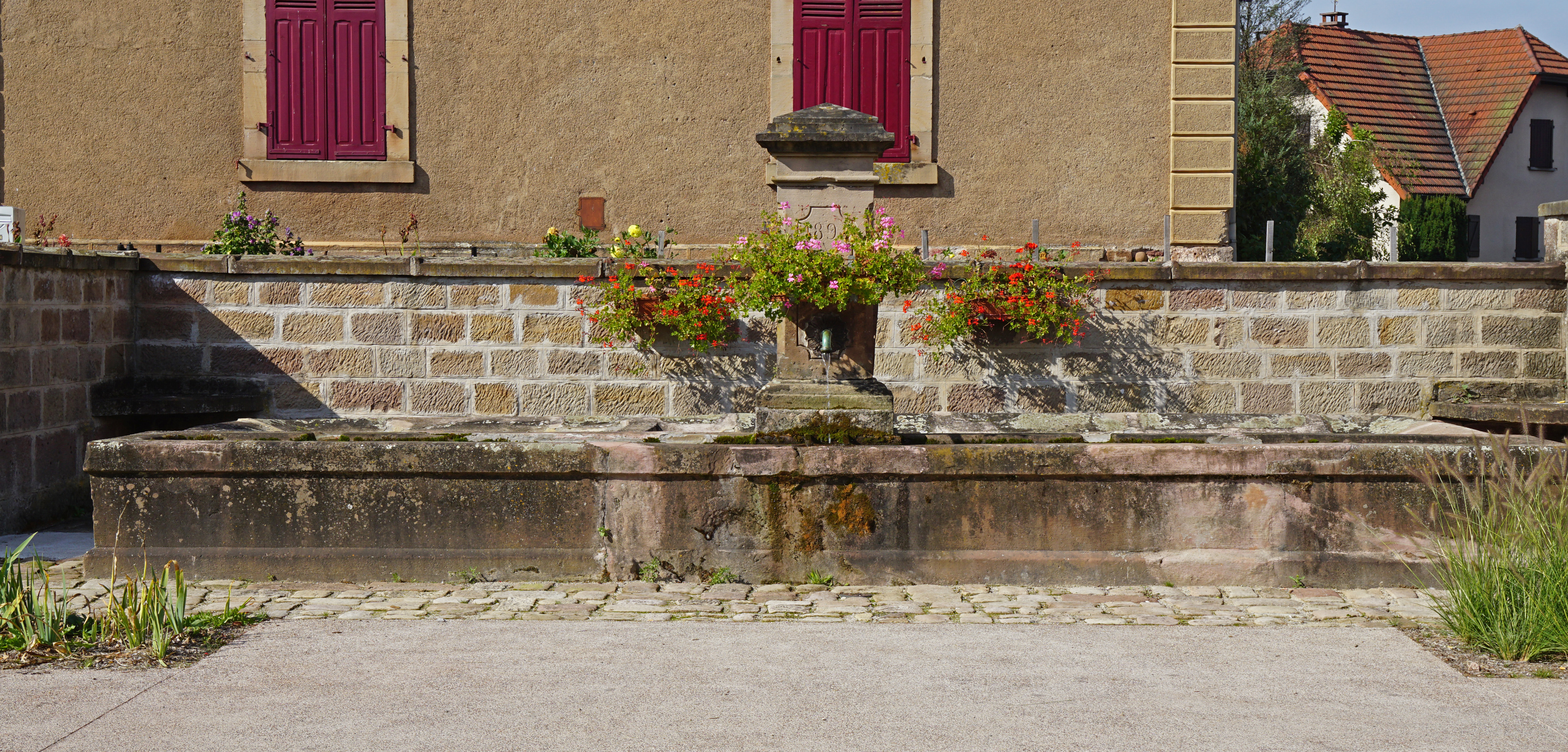
Fontaine.
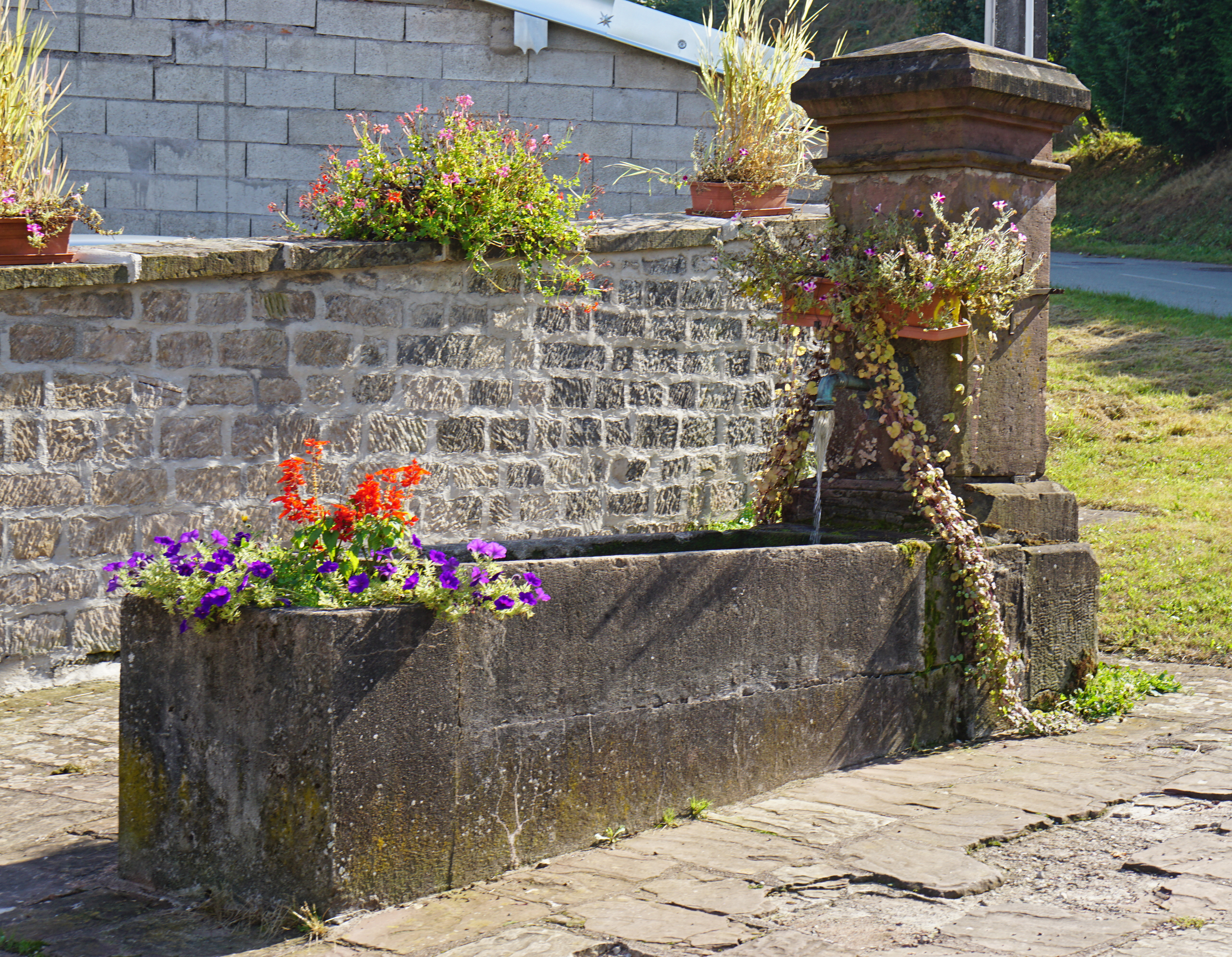
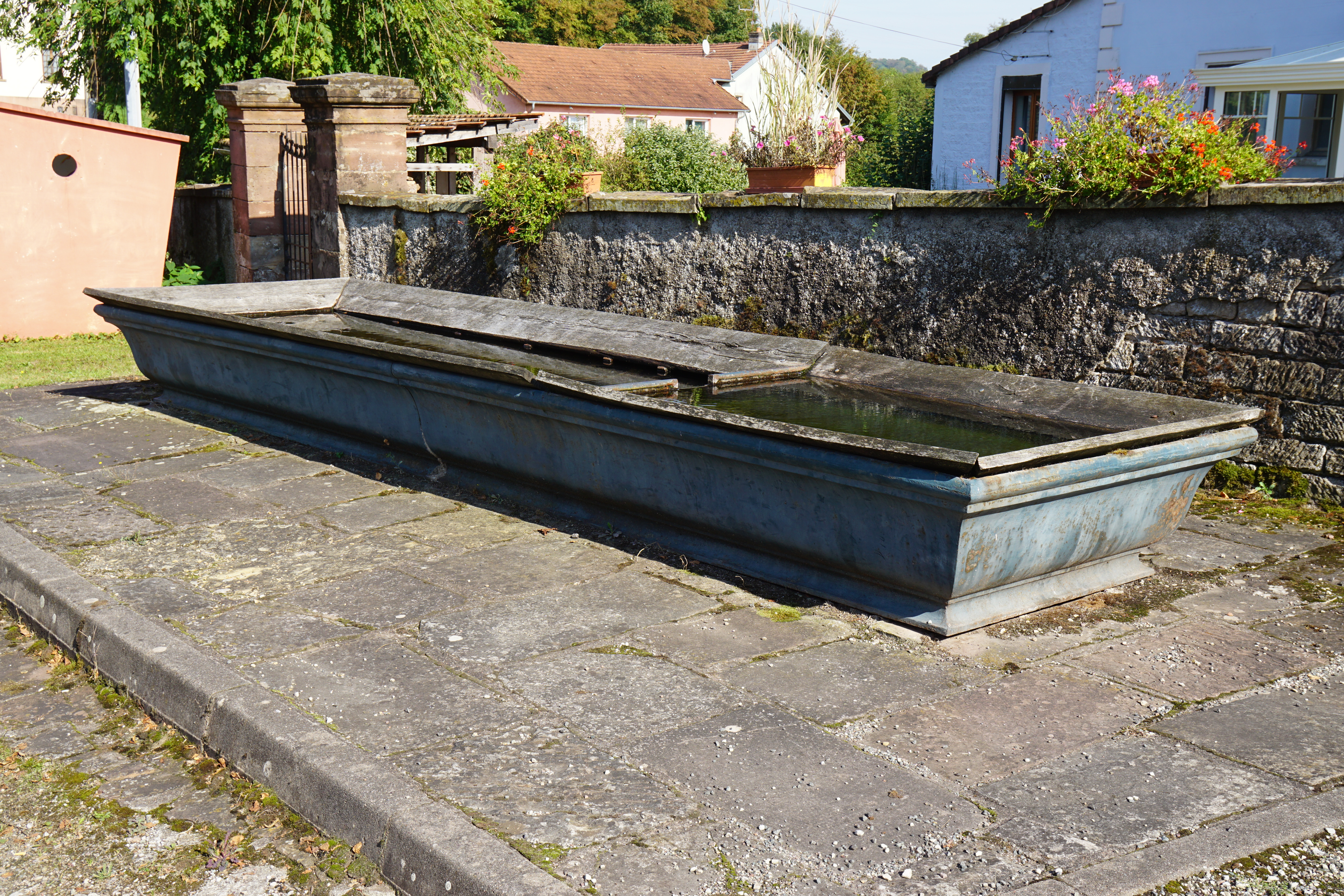
Lavoir

### Héraldique
| Blason de Chenebier | Blason  | Taillé d'or à trois demi-ramures de sable rangées en pal, et du premier à la lettre capitale T du second ; à la bande de gueules chargée de trois feuilles de chêne du premier brochant sur le tout. Ornements extérieursCroix de guerre 1939-1945 |
| Blason de Chenebier | Détails | Le statut officiel du blason reste à déterminer. |